# Ada (linguagem de programação)
Ada é uma Linguagem de programação estruturada, de tipagem estática, é uma linguagem imperativa, orientada a objetos e é uma linguagem de alto nível, originada de Pascal , Simula e outras linguagens. Foi originalmente produzida por uma equipe liderada por Jean Ichbiah da CII Honeywell Bull, contratados pelo Departamento de Defesa dos Estados Unidos durante a década de 70, com o intuito de substituir as centenas de linguagem de programação usadas pelo DoD. Ada é uma aplicação com compiladores validados para uso confiável em missões criticas, tais como softwares de aviação.
Normatizada internacionalmente pela ISO, sua versão mais atual é de 2012.
O nome Ada vem de Ada Lovelace, a mulher conhecida por ter escrito o primeiro algoritmo para ser processado por uma máquina na história da computação.
No ano de 1974, o Departamento de Defesa dos Estados Unidos, criou um grupo para pôr em ordem a situação em que o DoD (Departament of Defense) se encontrava. Eles utilizavam por volta de 450 linguagens ou dialetos de programação e não possuíam uma linguagem adequada para sistemas embarcados.
Formou-se então o Grupo de Trabalho de Linguagens de Alta Ordem (HOLWG, sigla em inglês). O resultado principal desse grupo foi que em 1979, a empresa francesa CII Honeywell Bull foi a campeã de uma disputa entre 17 empresas para o desenvolvimento de uma nova linguagem de programação, pois a ideia de adotar uma já existente havia sido descartada.
E tentando realizar um sonho de uma linguagem universal, reunindo vários personagens desde a sua gestação até a sua publicação, após diversas propostas de desenvolvimento, várias revisões de especificações, em 1982, em homenagem à Condessa Ada Lovelace, que pode ser considerada a dama dos computadores pela sua contribuição à computação, surgiu Ada®, uma linguagem de programação patrocinada pelo Departamento de Defesa dos EUA, que teve uma base de Cobol e Basic e que anos mais tarde serviria de base para o Ruby.
No ano de 1982, foi publicado seu primeiro padrão ISO (Ada 83), que ficou conhecido como Manual de Referência Ada. No ano de 1995, houve a primeira revisão da linguagem (Ada 95) e em 2006 foi liberada a mais nova versão (Ada 2005), que incluiu conceitos usados na linguagem Java e algumas bibliotecas do C++. A próxima revisão deve ser liberada em meados de 2012 (atualmente chamada pela comunidade como Ada 2012). Ada foi também a primeira linguagem de programação orientada a objetos padronizada internacionalmente.
Por motivo de esclarecimento, a grafia correta para a linguagem é a terminação Ada e não ADA como está referida em alguns lugares, pois se refere à homenageada Ada Lovelace.

## Compilador
Um compilador de Ada muito usado é o GNAT, originalmente desenvolvido pela Universidade de Nova York sob o patrocínio do Departamento de Defesa do EUA. Está baseado na tecnologia do GCC e é um software de código aberto. Atualmente o compilador está sendo mantido pela AdaCore (antes chamada de Ada Core Technologies), empresa que oferece suportes e serviços para compiladores.
Além desse, existem outros compiladores a serem comercializados para a linguagem.

## Padronização
A linguagem foi padronizada no modelo ANSI em 1983 (ANSI/MIL-STD 1815A), e depois da sua tradução para o francês e sem nenhuma mudança em inglês, adaptou-se ao padrão ISO em 1987 (ISO-8652:1987). Essa versão é comumente conhecida como Ada 83, por conta de sua data de adaptação ao padrão ANSI, mas é também referida como Ada 87, por conta da data de adaptação ao ISO.
Ada 95, por causa da junção do modelo ISO/ANSI (ISO-8652:1995), foi publicada em Fevereiro de 1995, fazendo com que Ada se torna-se a primeira linguagem de programação orientada a objetos a aderir esse padrão. Para auxiliar na padronização da linguagem, as Forças Aéreas do Estados Unidos desenvolveram o compilador GNAT. Atualmente, o GNAT é parte da coleção do compilador GNU.
Esforços têm sido aplicados para que a linguagem de programação Ada continue a ser melhorada e atualizada em seu conteúdo técnico. Uma Correção  Técnica do Ada 95 foi realizada em, Outubro de 2001, e um emenda maior, ISO/IEC 8652:1995/Amd 1:2007 foi publicada em 9 de Março de 2007. Na conferência Ada-Europe 2012 em Stockholm, a Ada Resource Association (ARA) e Ada-Europe anunciaram o término do design da última versão de Ada e sua devida submissão ao manual de referência à ISO (Organization of Standardization) para aprovação. ISO/IEC 8652:2012 foi publicada em Dezembro de  2012.

Outras padronizações incluindo ISO 8651-3:1988 estão disponíveis em:  Information processing systems—Computer graphics—Graphical Kernel System (GKS) language bindings—Part 3: Ada.

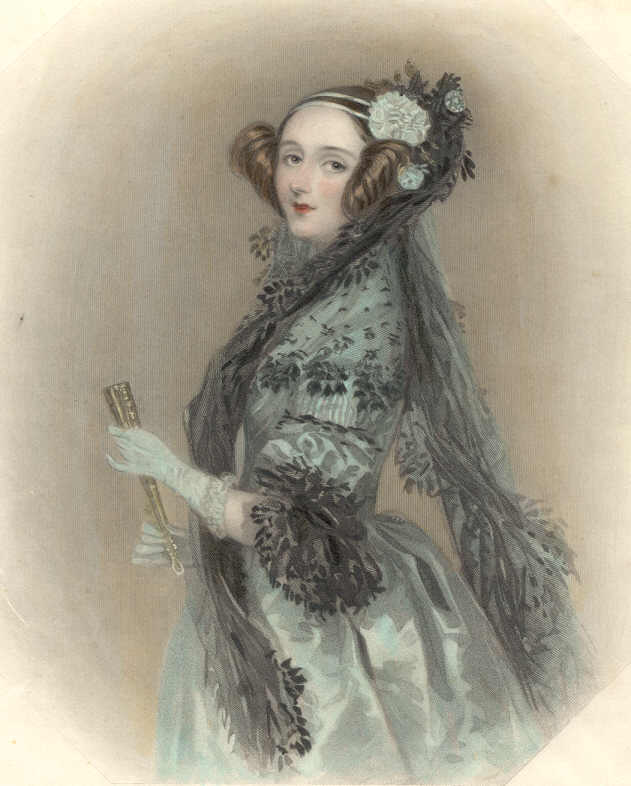
Ada Lovelace

## Estrutura Básica
A estrutura básica de um programa escrito em Ada é a seguinte:
```
--Declaracoes de bibliotecas

Procedure
 
nome_do_programa
 
is

--Declaracoes de variaveis

begin

--Corpo do programa com as instrucoes e calculos

end
 
nome_do_programa
;

```

Todo e qualquer comentário é iniciado com dois traços seguidos “--” e terminam no fim da linha.

## Palavras Reservadas
Em sua versão padronizada, Ada 2012, há 73 palavras reservadas, sendo algumas:
- abort
- abs
- abstract
- accept
- access
- aliased
- all
- and
- array
- at
- begin
- body
- case
- constant
- declare
- delay
- delta